# Helen Gardner (critica letteraria)
Dame Helen Louise Gardner (Londra, 13 febbraio 1908 – Bicester, 4 giugno 1986) è stata una critica letteraria britannica.

## Biografia
Nata e cresciuta a Londra, Helen Gardner studiò alla North London Collegiate School prima di essere ammessa al St Hilda's College dell'Università di Oxford, dove ottenne la laurea triennale nel 1929 e magistrale nel 1935.
La sua carriera accademica iniziò all'Università di Birmingham nel 1930, dove tornò ad insegnare tra il 1934 e il 1941 dopo tre anni nel dipartimento di anglistica della Royal Holloway. Nel 1941 tornò ad Oxford in veste di tutor accademico e tra il 1942 e il 1966 fu fellow della sua alma mater, il St Hilda's College, e durante questo periodo insegnò letteratura inglese rinascimentale. Tra il 1966 e il 1975 ottenne la cattedra Merton di letteratura inglese, diventando così la prima donna a ricoprire la prestigiosa carica; nello stesso periodo fu anche fellow del Lady Margaret Hall.
Nota soprattutto per i suoi studi ed edizioni critiche di opere letterarie di autori elisabettiani e giacomiani, tra cui William Shakespeare e John Donne, affrontò con successo anche autori successivi, tra cui John Milton e T. S. Eliot. Nel 1967 fu insignita del titolo di Dama Commendatore dell'Ordine dell'Impero Britannico per i suoi servigi alla critica letterarie e nel corso della sua vita ottenne lauree honoris causa da atenei prestigiosi quali Harvard, Yale e Cambridge. Nel 1971 fu eletta membro dell'American Academy of Arts and Sciences, mentre nel 1982 fu invitata a unirsi al American Philosophical Society.

## Opere (parziale)

### Monografie
- The Art of T.S. Eliot (1949)
- The Metaphysical Poets (1957)
- The Business of Criticism (1959)
- Edwin Muir: the W. D. Thomas Memorial Lecture (1961)

### Curatele
- The New Oxford Book of English Verse 1250–1950 (1972)
- A Book of Religious Verse (1972)

### Edizioni critiche
- The Divine Poems of John Donne (1952)
- The Elegies and the Songs and Sonnets of John Donne (1965)